# Pillmannsgrün
Pillmannsgrün (vogtländisch Pillmessgrie) ist eine Gemarkung des Ortsteils Kottengrün der Gemeinde Werda im Vogtlandkreis (Freistaat Sachsen). Die Gemeinde Pillmannsgrün mit der zu ihr gehörigen Siedlung Jägerswald wurde am 1. Oktober 1938 nach Kottengrün eingemeindet, mit der sie am 1. Januar 1994 zur Gemeinde Werda kam. 

## Geografie

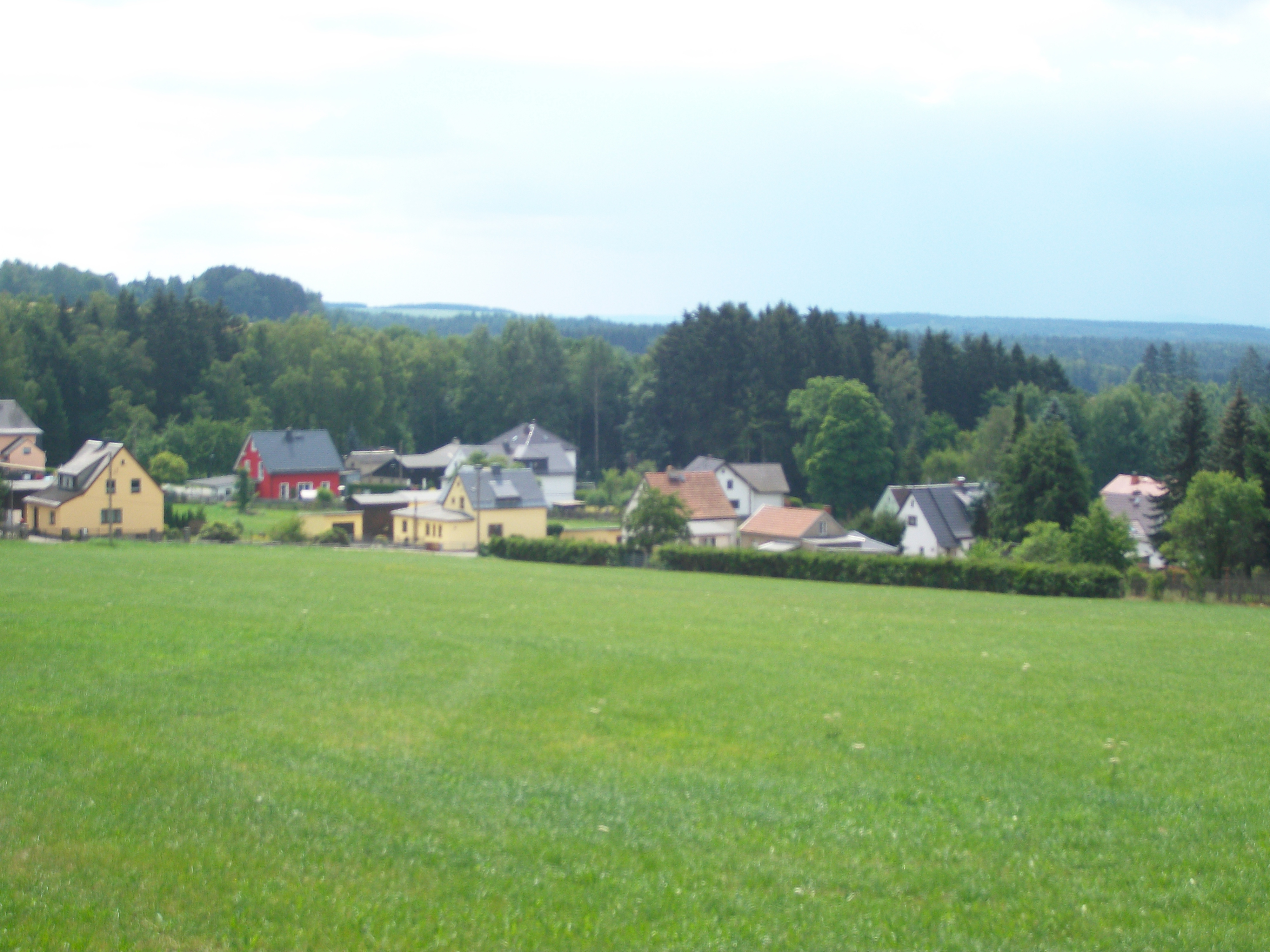
Blick auf Pillmannsgrün

### Lage und Verkehr
Pillmannsgrün bildet den nördlichen Teil des Ortsteils Kottengrün. Durch Pillmannsgrün fließt der Pillmannsgrüner Bach, der über den Kottengrüner Bach und den Görnitzbach in die Weiße Elster mündet. Der Hauptteil von Pillmannsgrün befindet sich zwischen der Oelsnitzer Straße (Staatsstraße 303) im Norden und dem Langen Weg im Süden. Im Norden der Gemarkung befindet sich die Siedlung Jägerswald im südlichen Teil des gleichnamigen Jägerswalds. Sie ist nur von Süden her über die Straße Zum Jägerswald erreichbar. Pillmannsgrün befindet sich im Zentrum des Vogtlandkreises und im sächsischen Teil des historischen Vogtlands. Geografisch liegt der Ort im Osten des Naturraums Vogtland (Oberes Vogtland).
Pillmannsgrün wird über die PlusBus-Linie 50 des Verkehrsverbunds Vogtland im Stundentakt mit Werda, Rodewisch, Auerbach, Oelsnitz und Plauen verbunden. Diese Linie führt entlang der Staatsstraße 303 durch die Gemeinde Werda. Außerdem führt die RufBus-Linie 57 nach Lottengrün, Theuma und Oelsnitz.

### Nachbarorte
|             | Bergen mit Steinigt                         |       |
| Tirpersdorf | Kompassrose, die auf Nachbargemeinden zeigt | Werda |
|             | Kottengrün                                  |       |

## Geschichte

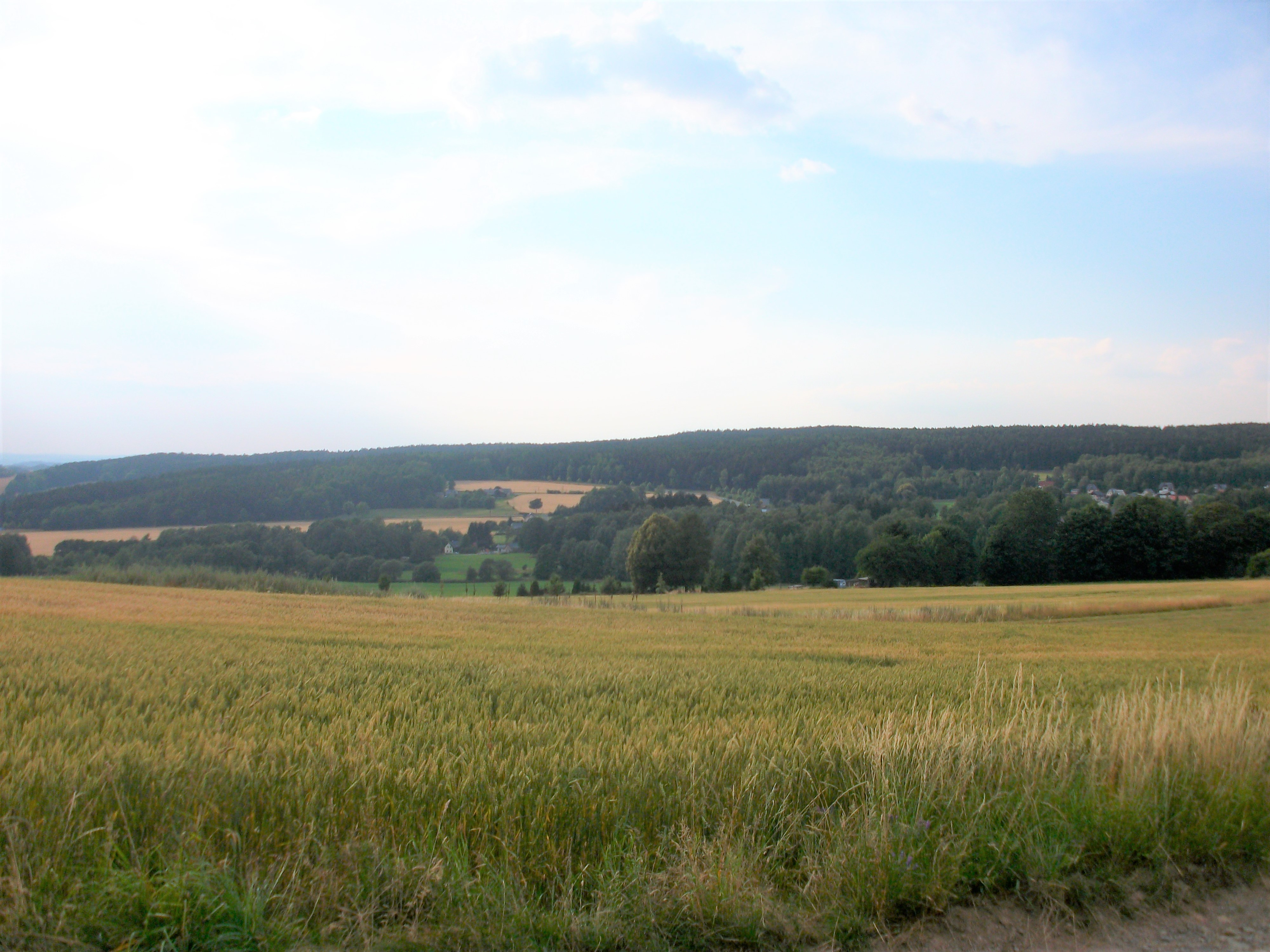
Kottengrün, Blick nach Pillmannsgrün

Die Streusiedlung Pillmannsgrün wurde im Jahr 1420/40 als „Pilgramsgrun“ erwähnt. Im 15. und 16. Jahrhundert war der Ort zeitweise eine Wüstung. Die Grundherrschaft über den wiederbesiedelten Ort lag im 16. Jahrhundert anteilig bei den Rüttergütern Marieney und Schloditz. Im Jahr 1791 lag die Grundherrschaft beim Rittergut Tirpersdorf im kursächsischen Amt Voigtsberg. Die in diesem Jahr erstmals erwähnte Siedlung Jägerswald gehörte hingegen zum Rittergut Mechelgrün im kursächsischen Amt Plauen. Im 19. Jahrhundert wurde Jägerswald zu Pillmannsgrün gezählt. Pillmannsgrün gehörte bis 1856 zum kursächsischen bzw. königlich-sächsischen Amt Voigtsberg. 1856 wurde der Ort dem Gerichtsamt Falkenstein und 1875 der Amtshauptmannschaft Auerbach angegliedert.
Am 1. Oktober 1938 wurde Pillmannsgrün mit Jägerswald nach Kottengrün eingemeindet. Durch die zweite Kreisreform in der DDR kam Pillmannsgrün als Teil der Gemeinde Kottengrün im Jahr 1952 zum Kreis Auerbach im Bezirk Chemnitz (1953 in Bezirk Karl-Marx-Stadt umbenannt), der 1990 als sächsischer Landkreis Auerbach fortgeführt wurde und 1996 im Vogtlandkreis aufging. Durch die Eingemeindung der Gemeinde Kottengrün nach Werda kam Pillmannsgrün am 1. Januar 1994 zur Gemeinde Werda. Pillmannsgrün bildet eine eigene Gemarkung innerhalb des Ortsteils Kottengrün.

### Einwohnerstatistik
1583 lebten in Pillmannsgrün 4 besessene Mann und Häusler; 1795 waren es 19 Häusler.
| Jahr          | 1834 | 1871 | 1890 | 1910 | 1925 |
| ------------- | ---- | ---- | ---- | ---- | ---- |
| Einwohnerzahl | 150  | 181  | 155  | 255  | 304  |

1910 war Pillmannsgrün unter den 69 Kommunen der Amtshauptmannschaft Auerbach auf Rang 60 der Einwohnerstatistik. 1925 lebten 298 Lutheraner, 4 Katholiken und 2 andersgläubige im Ort.